# Son Rettore e canto
Son Rettore e canto è il decimo album in studio della cantante italiana Donatella Rettore, pubblicato all'inizio del 1992.

## Descrizione
Si tratta del suo album più sperimentale e dell’unico che contiene un brano cantato in francese. Inoltre, la coppia Rettore/Rego in questo caso si è avvalsa della collaborazione di una serie di altri autori e musicisti, quasi tutti tecnici o membri della band, che hanno composto con loro quasi tutte le canzoni.
Gli unici due brani opera interamente dei soli Rettore/Rego sono Gianni e Gattivissima, mentre l'unico pezzo in cui non figura Rettore è Complimenti allo chef. Il lavoro è stato promosso da alcuni singoli e videoclip, tra cui Gianni e Le nuove favole non fanno così bene al cuore.
Una delle tracce che Rettore ripropose regolarmente nei suoi concerti, tanto da inserirla nel suo unico live, "Concert/Il concerto", del 1996, è uno dei due brani da lei composti con Claudio Rego, Gattivissima, che inizialmente doveva, almeno nelle intenzioni della cantante, dare il titolo all'intero album. La casa discografica, in totale disaccordo, ha preferito optare invece per il titolo attuale, preso dal pezzo posto in apertura del lavoro, Son Rettore e canto.
L'album è stato pubblicato in LP, musicassetta e CD dalla RCA Italiana e distribuito dalla BMG Ariola. Nonostante sia marchiato con l'anno del 1991, il disco uscì in realtà nel 1992.

## Tracce
1. Son Rettore e canto - 2:03 (Rettore/Nocenzi)
2. Gianni - 3:55 (Rettore/Rego)
3. Le nuove favole non fanno così bene al cuore - 4:24 (Fantini/Federighi/Rettore/Bassani)
4. Complimenti allo chef - 3:59 (Fantini/Pianigiani)
5. Gattivissima - 3:47 (Rettore/Rego)
6. Però dovevo dirtelo - 3:18 (Rettore/Federighi/Rego)
7. Uomini uomini - 4:14 (Rettore/Fantini/Pianigiani)
8. Avant-garde - 4:27 (Rettore/Parisi/Rego)
9. E così piove - 3:36 (Fantini/Rettore/Rego)

## Formazione
- Donatella Rettore – voce
- Claudio Rego – basso, programmazione, percussioni, batteria
- Rodolfo Maltese – chitarra elettrica, chitarra a 12 corde
- Fabrizio Simoncioni – programmazione
- Fabio Pianigiani – mandolino, chitarra elettrica
- Fabrizio Federighi – basso, programmazione
- Vittorio Nocenzi – tastiera, programmazione
- Massimo Bani – programmazione

## Classifiche
| Classifica (1992) | Posizione massima |
| ----------------- | ----------------- |
| Italia            | 42                |